# Difficulté adaptative
La difficulté adaptative, ou équilibrage dynamique de la difficulté du jeu (DGDB), est le processus qui consiste à modifier automatiquement et en temps réel les paramètres, le scénario et les comportements d'un jeu vidéo, en fonction des capacités du joueur, afin d'éviter que ce dernier ne s'ennuie (si le jeu est trop facile) ou ne soit frustré (s'il est trop difficile). L'objectif de la difficulté adaptative est de maintenir l'intérêt de l'utilisateur du début à la fin, en lui offrant un bon niveau de défi. 

## Utilisation
Un des premiers exemples d'équilibrage de difficulté adaptative se trouve dans Zanac, développé en 1986 par Compile. Ce jeu était doté d'une intelligence artificielle adaptative unique, dans laquelle le jeu ajustait automatiquement le niveau de difficulté en fonction du niveau de compétence du joueur, de la cadence de tir et de l'état/capacité défensive du vaisseau. Le jeu Midway Gun Fight, sorti en 1975, est plus ancien. Ce jeu de tir en tête-à-tête aidait le joueur qui venait de se faire tirer dessus en plaçant un nouvel objet, tel qu'un cactus, sur sa moitié de terrain, ce qui lui permettait de se cacher plus facilement.
L'adversaire informatique d'Archon s'adapte lentement au fil du temps pour aider les joueurs à le vaincre. Danielle Bunten conçoit M.U.L.E. et Global Conquest pour équilibrer dynamiquement le jeu entre les joueurs. Les événements aléatoires sont ajustés de manière que le joueur en première position ne soit jamais chanceux et que le joueur en dernière position ne soit jamais malchanceux.
Le premier jeu Crash Bandicoot et ses suites utilisent un système d'« ajustement dynamique de la difficulté », qui ralentit les obstacles, donne des points de vie bonus et ajoute des points de continuation en fonction du nombre de morts du joueur. Selon le concepteur principal du jeu, Jason Rubin, l'objectif était d'« aider les joueurs les plus faibles sans modifier le jeu pour les meilleurs joueurs ».
Le jeu vidéo Flow se distingue en popularisant l'application de l'immersion mentale (également appelée flow) aux jeux vidéo avec sa version Flash de 2006. La conception du jeu vidéo se base sur la thèse de maîtrise de l'un de ses auteurs, et est ensuite adaptée à la PlayStation 3.
Les épisodes de SiN sortis en 2006 comportaient un « système de défi personnel » dans lequel le nombre et la difficulté des ennemis affrontés varient en fonction des performances du joueur, afin de garantir le niveau de défi et le rythme de progression dans le jeu. Le développeur, Ritual Entertainment, affirme que des joueurs ayant des niveaux très différents pouvaient terminer le jeu dans un laps de temps très court.
En 2005, Resident Evil 4 utilise un système appelé « Échelle de difficulté », inconnu de la plupart des joueurs, puisqu'il n'en était fait mention que dans le Guide stratégique officiel. Ce système évalue les performances du joueur sur une échelle de 1 à 10, et ajuste à la fois le comportement des ennemis/les attaques utilisées et les dégâts/la résistance des ennemis en fonction des performances du joueur (comme les morts, les attaques critiques, etc.). Les niveaux de difficulté sélectionnés bloquent les joueurs à un certain nombre ; par exemple, en difficulté normale, on commence au grade 4, on peut descendre au grade 2 en cas de mauvaise performance, ou monter au grade 7 en cas de bonne performance. Les niveaux de difficulté peuvent se chevaucher.